# لکرمیورا فیلیپ
لکرمیورا فیلیپ (به انگلیسی: Lăcrămioara Filip) ژیمناست زادهٔ ۴ آوریل ۱۹۷۳ میلادی اهل کشور رومانی است.